# Encephalartos chimanimaniensis
Encephalartos chimanimaniensis R.A.Dyer & I.Verd., 1969 è una pianta appartenente alla famiglia delle Zamiaceae, endemica di Zimbabwe e Mozambico.

## Descrizione
Queste piante hanno un fusto eretto, senza ramificazioni, ma spesso con fusti secondari che si sviluppano da polloni basali, alto sino a 1,8 metri e con 45 cm di diametro.
Le foglie, pennate, lunghe 100–150 cm, sono composte da foglioline lanceolate, con i margini dotati di piccole spine, lunghe 12–18 cm e disposte sul rachide a 45-80°.
È una specie dioica, dotata di 1-3 coni maschili ovoidali, sessili, di colore verde, lunghi 50–70 cm e con 8–10 cm di diametro, con microsporofilli larghi e di forma rombica. I coni femminili, solitari, hanno un colore giallo-verde, sono lunghi 35–40 cm e larghi 20–23 cm, con macrosporofilli dalla superficie verrucosa.
I semi hanno una forma oblunga, sono lunghi 20–30 mm, larghi 15–20 cm e sono ricoperti da un tegumento di colore rosso.

## Distribuzione e habitat
L'areale di questa pianta attualmente è limitato ai Monti Chimanimani, una catena montuosa ricca di formazioni granitiche, al confine tra Zimbabwe e Mozambico.
Il suo habitat sono i pascoli montani, ad altitudine di circa 1000 m, caratterizzati da un tasso di precipitazioni annue di oltre 1800 mm.

## Conservazione
La IUCN Red List classifica E. chimanimaniensis come specie in pericolo di estinzione (Endangered).

La specie è inserita nella Appendice I della Convention on International Trade of Endangered Species (CITES)